# Instituto de Geociências da Universidade de São Paulo
O Instituto de Geociências da USP é uma unidade da Universidade de São Paulo, localizada na cidade de São Paulo. Proporciona formação profissional nos níveis de graduação e pós-graduação na área de geociências, integrado a pesquisa científica com a prática profissional em todas as áreas correlatas às ciências da Terra.

## História
Em 1934, foi implantado o curso de Ciências Naturais da Faculdade de Filosofia, Ciências e Letras (FFCL) da Universidade de São Paulo (USP), sob a responsabilidade do Gabinete de Mineralogia e Geologia, onde as primeiras aulas de geociências começaram. Três anos mais tarde, foram constituídos os departamento de Geologia e Paleontologia e de Mineralogia e Petrologia.
Em 1957, o curso de Geologia é oficialmente instituído e se instala em sua sede no Palacete Glete na alameda de mesmo nome, São Paulo, onde ficou por cerca de 20 anos. Com a reforma universitária de 1969, é criado o Instituto de Geociências e Astronomia, que se muda para uma sede provisória no campus da Cidade Universitária.
Já em 1972, o Instituto de Geociências e Astronomia passa a se chamar de Instituto de Geociências. As áreas de Astronomia e Geofísica são realocadas no novo Instituto Astronômico e Geofísico, que hoje se denomina Instituto de Astronomia, Geofísica e Ciências Atmosféricas. Em 1977, é construído o prédio do Instituto de Geociências, sua sede atual, na Rua do Lago, 562, para onde foram transferidas do Palacete da Glete toda as atividades de ensino e pesquisa.
Em 1999, o instituto é novamente reestruturado em dois grandes departamentos pela resolução de número 4657: Mineralogia e Geotectônica (GMG) e Geologia Sedimentar e Ambiental (GSA). Em 2004, inaugurou-se uma nova graduação no instituto, a Licenciatura em Geociências e Educação Ambiental.

## Objetivos
O instituto trabalha com quatro objetivos permanentes, que são sua base para o ensino e a pesquisa:
- divulgação das geociências, por meios de extensão universitária e cultura, ressaltando a importância da área para a vida e para o meio ambiente
- divulgação e tornar mais conhecida a profissão de geólogo
- formação de recursos humanos, tanto na graduação quanto na pós-graduação
- apoio em pesquisas na área que visem o progresso científico e tecnológico do país, sintonizado com o desenvolvimento sustentável e preservação do meio ambiente

## Estrutura
O instituto é dividido em dois grandes departamentos, os de Mineralogia e Geotectônica (GMG) e Geologia Sedimentar e Ambiental (GSA). Conta ainda com uma extensa biblioteca, referência na área, proporcionando uma infra-estrutura informacional necessária ao desenvolvimento das atividades de ensino, pesquisa e extensão, através do acesso, disseminação e divulgação da informação geológica.
O Museu de Geociências fica no primeiro andar do instituto e se desenvolveu a partir do antigo Museu de Mineralogia do Departamento de Mineralogia e Petrologia da Faculdade de Filosofia, Ciências e Letras (FFCL), da então recém-criada Universidade de São Paulo, em 1934, por iniciativa do Prof. Dr. Ettore Onorato, que doou sua coleção pessoal em prol das aulas práticas para o curso.
Além da doação do professor Onorato, o governo do estado de São Paulo arrematou a coleção particular do engenheiro Araújo Ferraz, em 1935, e de Luiz Paixão, em 1954. Com estes primeiros núcleos, o acervo se expandiu através de coletas realizadas em campo por alunos e professores. Em 1984, outra grande doação aumentou o acervo do museu, da coleção de Carlos Luiz Schnyder. Desde 1991, o museu ocupa uma área atual com 550 metros quadrados, com aproximadamente 15 mil amostras, das quais 5 mil em estão em exposição de longa duração, e o restante está armazenado na reserva técnica. Uma de suas peças mais valiosas é o terceiro maior meteorito brasileiro, o Itapuranga.